# Williamsport (Ohio)
Williamsport – wieś w Stanach Zjednoczonych, w stanie Ohio, w hrabstwie Pickaway.